# Aphanius sirhani
Aphanius sirhani är en fiskart som beskrevs av Villwock, Scholl och Krupp, 1983. Aphanius sirhani ingår i släktet Aphanius och familjen Cyprinodontidae. IUCN kategoriserar arten globalt som akut hotad. Inga underarter finns listade i Catalogue of Life.